# بيتنا (وثائقي)
بيتنا فيلم وثائقي صدر في سنة 2009، كتبه وأخرجه يان آرثس برتراند. الفيلم عبارة في مجمله عن مقاطع فيديو جوية التقطت من عدة أماكن حول العالم (الأرض)، حيث تم التصوير من ما يقارب 50 دولة، يظهر الفيلم مدى تنوع وغنى الحياة على الأرض، ويحذر من الأخطار التي سببها الإنسان للنظام والتوازن البيئي عليها. يتميز الفيلم باتبعاده عن النظرة الكارثية لمستقبل الأرض وذلك برسالة الأمل التي يدعوا عبرها البشر إلى التحرك قبل فوات الأوان.
مدة الفيلم الزمنية هي 93 دقيقة لنسخة التلفاز، أقراص الدي في دي و الإنترنت، أما النسخة المطولة (السينما) فهي تمتد إلى 120 دقيقة.
تم إطلاق الفيلم في الخامس من شهر جوان في قاعات السينما عبر العالم، أقراص الدي في دي، قنوات التلفاز و يوتيوب. بإطلاقه في نفس اليوم عبر 181 بلداً يكون الوثائقي قد حقق رقما قياسيا تاريخا، الفيلم مجاني وليس له أية أغراض تجارية أو ربحية مستقبلية. تم تمويل الفيلم من طرف شركة PPR (شركة قابضة فرنسية متعددة الجنسيات).
من الجدير بالذكر أيضا أن الفيلم متوفر بأربعة عشر لغة، من ضمنها اللغة العربية. وقام بأداء النسخة العربية الفنان الفلسطيني محمود سعيد.

## وصلات خارجية
- بيتنا على موقع IMDb (الإنجليزية)
- بيتنا على موقع ميتاكريتيك (الإنجليزية)
- بيتنا على موقع روتن توميتوز (الإنجليزية)
- بيتنا على موقع نتفليكس (الإنجليزية)
- بيتنا على موقع ألو سيني (الفرنسية)
- بيتنا على موقع Turner Classic Movies (الإنجليزية)
- بيتنا على موقع أول موفي (الإنجليزية)
- بيتنا على موقع فيلمافينيتي (الإسبانية)
- بيتنا على موقع قاعدة بيانات الفيلم (الإنجليزية)
- بيتنا على موقع ليتربوكسد (الإنجليزية)